# いて座タウ星
いて座τ星（英語: Tau Sagittarii）は、黄道十二星座であるいて座の南側にある3等級の恒星である。

## 特徴
視等級は3.31等で、いて座の中でも、明るい恒星の一つである。年周視差の値に基づくと、地球からの距離は約122光年になる。
この恒星はスペクトル型K1型の巨星で、質量は太陽の1.25倍である。表面温度は太陽よりもやや低温な4,459Kで、恒星は橙色に光る。周辺減光の影響を干渉法で補正した後で、求められた角距離は3.93 ± 0.04ミリ秒である。半径は推定で、太陽半径の約16倍に相当するとされている。
いて座τ星は連星である可能性が指摘されているが、2016年現在、伴星と思われる天体は見つかっていない。金属量が太陽よりも54%も少ない。高速度星でもあり、秒速64kmで移動している。これは平均の速度の約4倍である。そのため、いて座τ星は銀河系外から飛来した恒星である可能性がある。
いて座τ星はレッドクランプの過程を経た巨星とされており、内部の水素は全て核融合反応で消滅していると考えられる。現在は「赤色巨星分枝 (RGB, Red Giant Branch) 」という過程にあるとされ、ヘリウムによる核融合反応が起きていると思われる。

## Wow! シグナル
いて座τ星は、肉眼で観測出来る恒星の中では、1977年に観測されたWow! シグナルの推定発信源領域に最も近い恒星である。

## 名前と語源
- τ星は、υ星、δ星、ε星、ζ星、λ星、σ星、そしてφ星と共に星群の一つであるティーカップを形作っている[10][11]。

- τ星、φ星、ζ星、χ星、そしてσ星を結んだ部分はアラビアでは、ダチョウという意味の「al-Naʽām al-Wārid」と呼ばれていた[12]。

- 日本では、上記のティーカップのうち、υ星、δ星、ε星を除き、μ星を入れた柄杓のような星群を南斗六星といい、中国では、斗宿（としゅく）と呼ばれる。したがって、τ星は「斗宿五」と呼ばれる[13]。